# Талакух
Талакух (перс. طالكوه) — село в Ірані, у дегестані Хурґам, у бахші Хурґам, шагрестані Рудбар остану Ґілян. За даними перепису 2006 року, його населення становило 208 осіб, що проживали у складі 61 сім'ї.

## Клімат
Середня річна температура становить 12,27°C, середня максимальна – 26,79°C, а середня мінімальна – -2,55°C. Середня річна кількість опадів – 467 мм.
| Клімат поселення                              | Клімат поселення | Клімат поселення | Клімат поселення | Клімат поселення | Клімат поселення | Клімат поселення | Клімат поселення | Клімат поселення | Клімат поселення | Клімат поселення | Клімат поселення | Клімат поселення | Клімат поселення |
| Показник                                      | Січ.             | Лют.             | Бер.             | Квіт.            | Трав.            | Черв.            | Лип.             | Серп.            | Вер.             | Жовт.            | Лист.            | Груд.            |                  |
| Середній максимум, °C                         | 8,74             | 8,48             | 10,64            | 15,54            | 20,10            | 24,92            | 26,79            | 26,54            | 22,58            | 19,38            | 14,31            | 9,91             |                  |
| Середня температура, °C                       | 3,23             | 2,98             | 5,13             | 10,01            | 14,58            | 19,43            | 22,21            | 21,94            | 17,99            | 14,77            | 9,72             | 5,30             |                  |
| Середній мінімум, °C                          | −2,28            | −2,55            | −0,37            | 4,52             | 9,07             | 13,90            | 17,60            | 17,34            | 13,39            | 10,18            | 5,12             | 0,73             |                  |
| Норма опадів, мм                              | 41               | 39               | 67               | 57               | 32               | 13               | 15               | 15               | 25               | 46               | 55               | 62               |                  |
| Середньомісячна швидкість вітру, м/с          | 2.04             | 2.57             | 2.64             | 2.75             | 2.38             | 2.31             | 2.31             | 2.12             | 1.95             | 1.84             | 2.08             | 2.06             |                  |
| Середньомісячна сонячна радіація, кДж/м²·день | 7463             | 9893             | 12191            | 16408            | 20370            | 22866            | 23149            | 19862            | 16698            | 12002            | 9192             | 7234             |                  |
| --------------------------------------------- | ---------------- | ---------------- | ---------------- | ---------------- | ---------------- | ---------------- | ---------------- | ---------------- | ---------------- | ---------------- | ---------------- | ---------------- | ---------------- |
| Джерело:                                      |                  |                  |                  |                  |                  |                  |                  |                  |                  |                  |                  |                  |                  |